# Gilson Tavares
Gilson Benchimol Tavares (Praia, Cabo Verde, 29 de diciembre de 2001) es un futbolista caboverdiano que juega de delantero en el F. C. Akron Tolyatti de la Liga Premier de Rusia.

## Selección nacional
Debutó con la selección nacional de Cabo Verde en una derrota por 2-1 en un partido amistoso ante Guinea el 10 de octubre de 2020. Marcó un hat-trick en un partido contra Liechtenstein el 25 de marzo de 2022. Fue incluido en la lista de la Copa Africana de Naciones 2021 cuando el equipo llegó a los octavos de final.

## Estadísticas

### Clubes
Actualizado al último partido disputado el 10 de febrero de 2024.
| Club                         | Div.          | Temporada     | Liga  | Liga  | Liga   | Copas nacionales | Copas nacionales | Copas nacionales | Copas internacionales | Copas internacionales | Copas internacionales | Total | Total | Total  |
| Club                         | Div.          | Temporada     | Part. | Goles | Asist. | Part.            | Goles            | Asist.           | Part.                 | Goles                 | Asist.                | Part. | Goles | Asist. |
| ---------------------------- | ------------- | ------------- | ----- | ----- | ------ | ---------------- | ---------------- | ---------------- | --------------------- | --------------------- | --------------------- | ----- | ----- | ------ |
| G. D. Estoril Praia Portugal | 1.ª           | 2022-23       | 11    | 0     | 1      | 5                | 0                | 0                | —                     | —                     | —                     | 16    | 0     | 1      |
| G. D. Estoril Praia Portugal | Total club    | Total club    | 11    | 0     | 1      | 5                | 0                | 0                | 0                     | 0                     | 0                     | 16    | 0     | 1      |
| S. L. Benfica "B" Portugal   | 2.ª           | 2022-23       | 16    | 3     | 2      | —                | —                | —                | —                     | —                     | —                     | 16    | 3     | 2      |
| S. L. Benfica "B" Portugal   | 2.ª           | 2023-24       | 14    | 5     | 1      | —                | —                | —                | —                     | —                     | —                     | 14    | 5     | 1      |
| S. L. Benfica "B" Portugal   | Total club    | Total club    | 30    | 8     | 3      | 0                | 0                | 0                | 0                     | 0                     | 0                     | 30    | 8     | 3      |
| Total carrera                | Total carrera | Total carrera | 41    | 8     | 4      | 5                | 0                | 0                | 0                     | 0                     | 0                     | 46    | 8     | 4      |